# Peter Strickland
Pour les articles homonymes, voir Strickland.
Peter Strickland (né en 1973 à Reading, Berkshire en Angleterre) est un réalisateur et scénariste britannique.
Son film Katalin Varga a été primé lors du Festival du film de Berlin 2009, et il a obtenu une mention spéciale du jury pour son deuxième long métrage  Berberian Sound Studio lors du Festival de Locarno 2012.

## Biographie
Peter Strickland a une mère grecque et un père britannique, tous deux enseignants. Il a grandi à Reading (Berkshire). En 1997, son court métrage Bubblegum a été présenté au festival du film de Berlin. Il a réalisé en 2005 une version court métrage de ce qui deviendra Berberian Sound Studio.

## Filmographie
- 1997 : Bubblegum (court métrage)
- 2004 : A Metaphysical Education (court métrage)
- 2009 : Katalin Varga
- 2012 : Berberian Sound Studio
- 2014 : The Duke of Burgundy
- 2018 : In Fabric
- 2022 : Blank Narcissus - Passion of the swamp (court métrage)
- 2022 : Flux Gourmet (en)

## Récompenses
- 2012 : British Independent Film Award du meilleur réalisateur pour Berberian Sound Studio.
- 2013 : Festival de Gérardmer : Prix du jury (ex æquo) et Prix de la critique pour Berberian Sound Studio.